# Versions of Me
Versions of Me (en español, Versiones de mí) es el quinto álbum de estudio de la cantante brasileña Anitta, al igual que su segundo álbum de estudio trilingüe. Fue lanzado el 12 de abril de 2022 a través de Warner Records. El título, la portada y la fecha de lanzamiento fueron reveladas el 31 de marzo de 2022. El álbum fue precedido por cinco sencillos: «Me gusta» con Cardi B y Myke Towers, «Girl from Rio», «Faking Love» con Saweetie, «Envolver» y «Boys Don't Cry». El álbum recibió críticas generalmente positivas de los críticos musicales, quienes elogiaron su producción. La producción ejecutiva estuvo a cargo de Ryan Tedder.

## Antecedentes
Después del lanzamiento del álbum visual trilingüe Kisses (2019), Anitta comenzó a trabajar en su quinto álbum de estudio. En una entrevista con la revista Veja, la cantante confirmó que tenía treinta canciones listas y que estaba seleccionando las que se incluirían en el álbum junto con el empresario estadounidense Brandon Silverstein. En diciembre de 2019, la información sobre el nuevo álbum se encontraba en una publicación en la biografía de la cantante en el sitio web de S10 Entertainment, una compañía de Silverstein, pero luego de que la noticia se difundiera entre los fanáticos de la cantante, la información fue eliminada del sitio. El álbum se habría lanzado poco después de la presentación de Anitta en Coachella en marzo de 2020, pero debido a la pandemia de COVID-19, se pospuso hasta 2021. El 24 de septiembre de 2020, después de la presentación de Anitta en The Tonight Show Starring Jimmy Fallon, el presentador Jimmy Fallon anunció el título que el álbum tenía inicialmente, Girl from Rio.
En diciembre de 2021, Aaron Bay-Schuck, el director ejecutivo de Warner Records, mencionó que el álbum se pospondría otra vez hasta 2022. El 11 de marzo de 2022, Silverstein confirmó que el álbum ya estaba listo. El 15 de marzo, Anitta confirmó que se lanzaría antes de sus dos presentaciones en Coachella, los cuales ocurrieron el 15 y 23 de abril, respectivamente. También confirmó que el álbum tendría canciones en inglés, español y portugués, siendo su segundo álbum trilingüe después de Kisses. El 17 de marzo, Anitta confirmó en Instagram que habrían colaboraciones con artistas latinoamericanos en el álbum. El 31 de marzo, Anitta reveló el nuevo título del álbum, Versions of Me, al igual que la portada y fecha de lanzamiento del álbum. El 6 de abril, reveló que tendría una colaboración con el cantante estadounidense Khalid y una colaboración con el cantante estadounidense Ty Dolla Sign. El 7 de abril de 2022, reveló oficialmente la lista de canciones.

## Título y portada
Inicialmente, el álbum se iba a llamar Girl from Rio. Sin embargo, se cambió por Versions of Me porque, según Anitta, «tiene más sentido». La portada incluye seis diferentes «versiones» de Anitta, es decir, seis diferentes apariencias de ella a lo largo del tiempo mientras pasó por diferentes procedimientos de cirugía plástica. Después de anunciar el álbum, Anitta explicó su pensamiento detrás de la portada y que «le encantó» que «causara controversia», afirmando que esa era su intención. Más tarde, publicó una declaración en sus cuentas de redes sociales que decía en parte: «Incluso después de millones de cirugías plásticas, médicos e intervenciones... mi interior sigue siendo el mismo». Ella insinuó la idea de la portada y del nombre del álbum en su cumpleaños el 30 de marzo de 2022 a través de una serie de fotos de años pasados, las cuales publicó en sus redes sociales. Jacob Webster estuvo a cargo de la fotografía, mientras que Maxime Quoilin estuvo a cargo de la dirección creativa.

## Desarrollo
Para Flaunt, Anitta reveló: «Estoy tratando de llevar mi cultura y los ritmos de mi país al mundo con pensamientos sobre la feminidad y los prejuicios, mezclando el inglés, el español y el portugués». El álbum tomó más de tres años en hacerse. Ryan Tedder, quien ha trabajado anteriormente en canciones de Adele, Beyoncé y Bruno Mars, trabajó en la producción ejecutiva del disco. En una entrevista con la revista Veja, dijo: «Ella comprende la cultura global y está preparada para el mercado estadounidense. Todos en Los Ángeles y Nueva York quieren trabajar con Anitta». Él expresó lo difícil que era hacer un ritmo funk, mencionando que tuvo que traer a los productores brasileños Tropkillaz a una sesión en Los Ángeles para consejos en hacerlo y que le tomó varios intentos antes de que pudiera hacerlo bien para «Faking Love».

## Música y letra
Versions of Me es un álbum de reguetón y power pop con elementos de electropop, EDM, R&B alternativo, funk brasileño, electro, trap-pop y afrobeat. Es un álbum trilingüe, al igual que su álbum anterior Kisses, con referencias multiculturales y diversas y cuyas pistas «exploran las diversas mujeres y facetas que habitan la compleja personalidad» de Anitta.

### Canciones
Versions of Me abre con «Envolver», una canción de reguetón con ritmos urbanos y con letras que expresan un mensaje sobre «deseo y pasión sin compromiso». Aunque también, insinúa el deseo de una relación sexual de manera casual, que incorporan varias insinuaciones sexuales y dobles sentidos. Le sigue «Gata», una pista uptempo de reguetón clásico con elementos escapistas. La pista contiene samples de «Guatauba» (2002) de Plan B. «I'd Rather Have Sex» es una canción definida como divertida, con un ritmo de los 90. «Es tan yo», dijo Anitta sobre la canción. «No tengo tiempo para tonterías. No tengo tiempo para relaciones que no me van a traer lo mejor. Entonces, creo que esta canción simplemente dice de una manera divertida que realmente prefiero tener sexo que estar discutiendo o perdiendo el tiempo». «Gimme Your Number» es una pista que mezcla el inglés y el español. Anitta lo describió como una versión hip hop de «La bamba» (1983) de Ritchie Valens. «Maria Elegante» es una pista que mezcla elementos de la música latina con el afrobeat. «Love You» es una pista electropop.  «Boys Don't Cry» es una canción de electropop y pop rock, descrita por tener una vibra retrofuturista similar a «Blinding Lights» de The Weeknd. Tiene un sonido oscuro y gótico e incluye sintetizadores y líneas de bajo con un estilo similar a la de Billy Idol.
La canción del mismo nombre que el álbum es una pista electropop descrita como «una actualización moderna del sonido de mediados de los 80 de Madonna». «Turn It Up» es una pista descrita como una «balada acústica con fusión rítmica». «Ur Baby» es una pista de reguetón lento cuya letra «cuenta la historia de dos personas que se desean y se preguntan qué pasará si se juntan». «Girl from Rio» es una canción sobre la cultura brasileña y la propia vida de la cantante. Interpola «Garota de Ipanema» (1962) de Vinicius de Moraes y Tom Jobim. En «Faking Love», «el funk brasileño característico de Anitta se mezcla con el rap distintivo de Saweetie». La letra es descrita como «una verdadera representación de la felicidad que uno siente cuando finalmente sale de una relación en la que no era feliz». «Que Rabão» es una pista de funk carioca. «Me gusta» es una canción en español e inglés que fusiona funk y pagode. El álbum termina con «Love Me, Love Me», una pista de R&B alternativo descrita como «vulnerable, pero burbujeante y audaz».

## Promoción

### Sencillos
«Me gusta» fue lanzada como el primer sencillo de Versions of Me el 18 de septiembre de 2020. Cuenta con la participación de la rapera estadounidense Cardi B y el rapero puertorriqueño Myke Towers. «Me gusta» entró en las listas musicales de varios países, entre ellos Argentina, Bélgica, Canadá, Irlanda, entre otros. En la lista musical estadounidense Billboard Hot 100, la canción debutó en el puesto número 91 en la lista del 3 de octubre de 2020. Fue la primera entrada de Anitta y Myke Towers en la lista. La canción también se convirtió en la vigésimo séptima entrada brasileña en la Hot 100.
«Girl from Rio» fue lanzada como el segundo sencillo el 29 de abril de 2021. Entró en la lista estadounidense Billboard Mainstream Top 40, alcanzando la posición número 29. Se lanzó una remezcla con el rapero estadounidense DaBaby el 21 de mayo de 2021, el cual alcanzó el puesto número 93 en la lista Billboard Argentina Hot 100 y el puesto número 28 en la lista Billboard Rhythmic.
«Faking Love» fue lanzada como el tercer sencillo el 14 de octubre de 2021 y enviada a la radio estadounidense el 19 de octubre de 2021. La canción incluye la participación de la rapera estadounidense Saweetie. Alcanzó los puestos número 34 y 35 en la Billboard Mainstream Top 40 y Billboard Rhythmic, respectivamente.
«Envolver» fue lanzada como el cuarto sencillo el 11 de noviembre de 2021. En marzo de 2022, se volvió viral en TikTok gracias a un baile que aparece en el videoclip y que Anitta ha hecho en una serie de conciertos en Brasil. Se convirtió en la primera canción latinoamericana en solitario y en la primera canción de un artista brasileño en alcanzar la posición número uno en el Top 50 Global de Spotify. Entró en las listas musicales de varios países latinoamericanos, como Argentina, Brasil, Chile, Colombia, México y Perú; en las listas musicales de Portugal y Suiza y en las listas estadounidenses de Billboard Hot Latin Songs y Bubbling Under Hot 100 en los números 7 y 4, respectivamente. También alcanzó los números cinco y dos en la Billboard Global 200 y Billboard Global Excl. U.S., respectivamente. 
«Boys Don't Cry» fue lanzada como el quinto sencillo el 27 de enero de 2022. La canción alcanzó el puesto número 33 en la lista estadounidense Billboard Mainstream Top 40.

### Presentaciones en vivo
El 23 de septiembre de 2020, Anitta interpretó «Me gusta» por primera vez en The Tonight Show Starring Jimmy Fallon.  Al día siguiente, interpretó la canción en los MTV Millennial Awards 2020. El 1 de octubre de 2020, en el evento de lanzamiento de FIFA 21, la cantante interpretó la canción, que está disponible en la banda sonora del juego. El 9 de octubre de 2020, Anitta interpretó la canción en iHeartRadio Fiesta Latina 2020. El 24 de octubre de 2020, Anitta interpretó la canción en el programa de televisión Caldeirão do Huck.  El 20 de noviembre de 2020, la cantante interpretó «Me gusta» en los Premios Grammy Latinos 2020.  El 26 de diciembre de 2020, regresó a Caldero de Huck y cantó «Me gusta» nuevamente. El 31 de diciembre de 2020, Anitta interpretó «Me gusta» en Tik Tok New Year's Eve 2021 y ¡Feliz 2021! de Univision.
El 2 de mayo de 2021, Anitta interpretó «Girl from Rio» por primera vez en Fantástico. Al día siguiente, cantó la canción en Today. El 5 de mayo de 2021 cantó la canción en Jimmy Kimmel Live!, y el 9 de mayo la cantó en Ellas y Su Música. Anitta también interpretó la canción en los MTV Video Music Awards 2021 como parte de un anuncio de Burger King. El 3 de noviembre de 2021, interpretó junto con Saweetie «Faking Love» en The Late Late Show with James Corden. El 31 de diciembre de 2021, interpretó «Girl from Rio», «Faking Love» con Saweetie y «Envolver» en Miley’s New Year’s Eve en NBC. Además, la remezcla de «Envolver» de Justin Quiles fue interpretada el 24 de febrero de 2022 en la entrega número 34 de Premio Lo Nuestro. El 31 de enero de 2022, Anitta interpretó «Boys Don't Cry» por primera vez en The Tonight Show Starring Jimmy Fallon. Interpretó la canción de nuevo e l15 de abril de 2022 en Good Morning America. El 15 de abril de 2022, interpretó los cinco sencillos, además de otras canciones, en el Festival de Música y Artes de Coachella Valley.

### Edición de lujo
El 8 de abril de 2022, Anitta confirmó que habría una edición de lujo del álbum. A finales de julio de 2022, confirmó que tenía tres videos musicales listos y que lanzaría uno cada semana hasta que se lance la edición de lujo. Mientras que uno de los videos es para «Gata», que aparece en la edición estándar del álbum, los otros dos son para canciones que aparecerían en la edición de lujo: «Lobby» con Missy Elliott y «El que espera» con Maluma. Anunció oficialmente la edición de lujo el 23 de agosto de 2022.

## Recepción crítica
Nick Levine de NME dice que, «Dado su alegre salto de género y su variedad de características, sería una exageración llamar a Versions of Me cohesiva o simplificada, pero se mantiene unida por la ambición y el carisma de Anitta. Ella sabe exactamente lo que quiere, y con esta evidencia, lo va a conseguir».
Escribiendo para Forbes, Chis Méndez afirmó que Anitta «muestra que es más que una cara bonita, una de la que está orgullosa después de 'cientos' de procedimientos cosméticos. Salta fácilmente entre inglés, español y portugués mientras canta sobre el amor, la lujuria, la pérdida y todo lo demás».
Escribiendo para Rolling Stone, Julissa López afirmó que la búsqueda de Anitta por una marca internacional «funcionó y convirtió a Anitta en una de las estrellas más grandes del pop latino. Para su próximo acto, está lista para enfrentarse al resto del planeta, y planea hacerlo compartiendo el retrato más intransigente de sí misma en Versions of Me». Escribiendo para la misma revista, Charles Aaron lo describió como «una experiencia de pista de baile global incansablemente hechizante».
Billboard afirmó que el disco «prueba la versatilidad y las habilidades camaleónicas de Anitta para incursionar en múltiples géneros».
Escribiendo para The Line of Best Fit, Ana Clara Ribeiro menciona que, «Si bien Versions of Me muestra muchas versiones de Anitta, tal vez sean demasiadas. En un momento en que se alega que la hibridez y la fluidez legitiman la exploración artística tanto como se utilizan como excusa para elecciones artísticas inorgánicas, puede ser frustrante que un artista cuya marca ha sido bastante consistente como Anitta. Aún así, es un disco agradable y, en todo caso, podría atraer a nuevos oyentes al efervescente mundo de Anitta.»

## Lista de canciones
Créditos adaptados de Tidal.
| Versions of Me – Edición estándar |                                                                    | |                                                   |          |  |
| N.º                               | Título                                                             | Escritor(es) | Productor(es)                                     | Duración |  |
| 1.                                | «Envolver»                                                         | Larissa de Macedo Machado Christian Andrés Salazar Freddy Montalvo José Carlos Cruz Julio Manuel González Tavárez                          | Subelo Neo                                        | 3:13     |  |
| 2.                                | «Gata» (con Chencho Corleone)                                      | Machado Abby-Lynn Keen Chencho Corleone Edwin Vásquez Vega Everton Bonner John Taylor Lloyd Willis Orlando Valle Sly Dunbar                | Ryan Tedder                                       | 3:26     |  |
| 3.                                | «I'd Rather Have Sex»                                              | Ben Free Julian Bunetta Marco Borrero Sherwyn Nichols Tia Scola                                                                            | Julian Bunneta Marco Borrero                      | 2:53     |  |
| 4.                                | «Gimme Your Number» (junto con Ty Dolla Sign)                      | Alexander Izquierdo Daecolm Holland Keen Patrizio Pigliapoco Ritchie Valens Tyrone William Griffin Jr                                      | Beazy Tymes Ruckus Van Riper                      | 2:37     |  |
| 5.                                | «Maria elegante» (con Afro B)                                      | Machado Dashawn White Donny Flores Joseph Charles Juan José Arias Castaneda Keen Osmar Escobar Ross-Emmanuel Bayeto Santiago Naranjo López | The Best Soundz                                   | 3:06     |  |
| 6.                                | «Love You»                                                         | Machado Jon Hill Keen Mike Sabath | Mike Sabath                                       | 3:02     |  |
| 7.                                | «Boys Don't Cry»                                                   | Machado Bibi Bourelly Matthew Burns Rami Yacoub Sean Douglass                                                                              | Burns Rami Yacoub                                 | 2:16     |  |
| 8.                                | «Versions of Me»                                                   | Machado Bourelly Burns Madison Love Yacoub                                                                                                 | Burns                                             | 3:04     |  |
| 9.                                | «Turn It Up»                                                       | Machado Andrés Torres Lourdiz Mauricio Rengifo Ryan Tedder                                                                                 | Andrés Torres Mauricio Rengifo Mighty Mike Tedder | 2:39     |  |
| 10.                               | «Ur Baby» (con Khalid)                                             | Machado Eyelar Greg Aldae James Murray Khalid Donnel Robinson Lonnie Liston Smith Mustafa Omer                                             | Mojam                                             | 2:43     |  |
| 11.                               | «Girl from Rio»                                                    | Machado Carolina Colón Juarbe Norman Gimbel Mikkel Eriksen Rachel Keen Tom Jobim Tor Hermansen Vinicius de Moraes                          | Stargate                                          | 3:14     |  |
| 12.                               | «Faking Love» (con Saweetie)                                       | Machado Diamonté Harper Keen Rengifo Tedder Torres                                                                                         | Torres Kuk Harrell Rengifo Tedder                 | 2:28     |  |
| 13.                               | «Que Rabão» (Anitta, YG y Kevin o Chris con Mr. Catra y Papatinho) | Machado Keenon Daequan Ray Jackson Kevin de Oliveira Zanoni MC Copinho Tiago da Cal Alves Wagner Domingues Costa                           | Papatinho                                         | 2:56     |  |
| 14.                               | «Me gusta» (con Cardi B y Myke Towers)                             | Machado Belcalis Almanzar Benito García Colón Michael Torres Rafa Dias Rengifo Tedder Torres Wallace Chibatinha                            | RDD Rengifo Tedder Torres                         | 3:00     |  |
| 15.                               | «Love Me, Love Me»                                                 | Machado Juarbe Charlie Handsome | Charlie Handsome Tedder                           | 3:11     |  |
| 43:48                             |                                                                    | |                                                   |          |  |

| Versions of Me – Edición de lujo |                                                                                 | |                                             |          |  |
| N.º                              | Título                                                                          | Escritor(es) | Productor(es)                               | Duración |  |
| 1.                               | «Lobby» (junto con Missy Elliott)                                               | Machado Missy Elliott Michael Pollack Nija Charles Tedder Zach Skelton                                                                                              | Tedder Zach Skelton                         | 2:38     |  |
| 2.                               | «El que espera» (junto con Maluma)                                              | Machado Juan Luis Londoño Felipe Andy Clay Luis Salazar Omar Luis Sabino                                                                                            | Andy Clay Luis Salazar                      | 2:50     |  |
| 3.                               | «Yo no sé» (con L7nnon y Maffio)                                                | Machado Lennon Frassetti Carlos Peralta Cris Chill Simon Restrepo                                                                                                   | Maffio                                      | 3:01     |  |
| 4.                               | «Practice» (con ASAP Ferg y Harv)                                               | Darold Brown Emelie Walcott Julian McGuire Maya Kurchner Remy Geutreau Tayla Parx                                                                                   | Harv                                        | 3:23     |  |
| 5.                               | «Dançarina (Remix)» (Anitta, Pedro Sampaio y Dadju con Nicky Jam y MC Pedrinho) | Machado Pedro Sampaio Dadju Nsungula Nick Rivera Caminero Pedro Maia Tempester Cris Chill Jean Rodríguez Maikinho DJ Rafinha Queiroz William Mundala Yohann Doumbia | Dadju Maikinho DJ Pedro Sampaio Rafinha RSQ | 3:32     |  |
| 59:12                            |                                                                                 | |                                             |          |  |

## Posicionamiento en listas
| Listas (2022)                                 | Mejor posición |
| --------------------------------------------- | -------------- |
| España (PROMUSICAE)                           | 51             |
| Estados Unidos (Billboard Heatseekers Albums) | 2              |
| Francia (SNEP)                                | 187            |

### Certificaciones
| Región                                                          | Certificación | Ventas   |
| --------------------------------------------------------------- | ------------- | -------- |
| Brasil (BRA)                                                    | Diamante      | 160,000^ |
| ^ Las cifras de envíos se basan únicamente en la certificación. |               |          |

## Historial de lanzamiento
| País   | Fecha                | Formato                    | Versión  | Discográfica   | Ref.   |
| ------ | -------------------- | -------------------------- | -------- | -------------- | ------ |
| Varios | 12 de abril de 2022  | Descarga digital streaming | Estándar | Warner Records | [ 88 ] |
| Varios | 25 de agosto de 2022 | Descarga digital streaming | De lujo  | Warner Records |        |